# Lista de membros da Academia Nacional de Ciências dos Estados Unidos (astronomia)
Esta lista é uma subseção da lista de membros da Academia Nacional de Ciências dos Estados Unidos, que inclui aproximadamente 2000 membros e 350 associados estrangeiros da Academia Nacional de Ciências dos Estados Unidos, cada um dos quais sendo afiliado a uma das 31 seções disciplinares. São dados o nome, instituição primária e ano da seleção. Esta lista não inclui membros falecidos.

## Astronomia
| Charles Roger Alcock      | Harvard-Smithsonian Center for Astrophysics       | 2001 |
| J. Roger P. Angel         | Universidade do Arizona                           | 2000 |
| David Arnett              | Universidade do Arizona                           | 1985 |
| Neta Bahcall              | Universidade de Princeton                         | 1997 |
| Roger Blandford           | Universidade Stanford                             | 2005 |
| Margaret Burbidge         | Universidade da Califórnia em San Diego           | 1978 |
| Bernard Burke             | Instituto de Tecnologia de Massachusetts          | 1970 |
| Jocelyn Bell Burnell      | Universidade de Oxford                            | 2005 |
| Claude Canizares          | Instituto de Tecnologia de Massachusetts          | 1993 |
| John Carlstrom            | Universidade de Chicago                           | 2002 |
| Catherine Cesarsky        | Observatório Europeu do Sul                       | 2004 |
| Roger Chevalier           | Universidade da Virgínia                          | 1996 |
| George W. Clark           | Instituto de Tecnologia de Massachusetts          | 1980 |
| Arthur Code               | Universidade do Arizona                           | 1971 |
| Marshall Cohen            | Instituto de Tecnologia da Califórnia             | 1984 |
| Stirling Colgate          | Laboratório Nacional de Los Alamos                | 1984 |
| Alexander Dalgarno        | Harvard-Smithsonian Center for Astrophysics       | 2001 |
| Marc Davis                | Universidade da Califórnia em Berkeley            | 1991 |
| Raymond Davis Jr.         | Universidade da Pensilvânia                       | 1982 |
| Bruce T. Draine           | Universidade de Princeton                         | 2007 |
| Frank Drake               | SETI Institute                                    | 1972 |
| Alan Dressler             | Carnegie Institution for Science                  | 1996 |
| Sandra Faber              | Universidade da Califórnia em Santa Cruz          | 1985 |
| George Field              | Harvard-Smithsonian Center for Astrophysics       | 1989 |
| Alexei Filippenko         | Universidade da Califórnia em Berkeley            | 2009 |
| Wendy Freedman            | Carnegie Institution for Science                  | 2003 |
| Reinhard Genzel           | Max Planck Institute for Extraterrestrial Physics | 2000 |
| Andrea Ghez               | Universidade da Califórnia em Los Angeles         | 2004 |
| Riccardo Giacconi         | Universidade Johns Hopkins                        | 1971 |
| James Gunn                | Universidade de Princeton                         | 1977 |
| Stephen Hawking           | Universidade de Cambridge                         | 1992 |
| Chushiro Hayashi          | Universidade de Quioto                            | 1989 |
| Martha Haynes             | Universidade Cornell                              | 2000 |
| D. S. Heeschen            | National Radio Astronomy Observatory              | 1971 |
| Carl Heiles               | Universidade da Califórnia em Berkeley            | 1990 |
| George Herbig             | University of Hawaii at Manoa                     | 1964 |
| Lars Hernquist            | Harvard-Smithsonian Center for Astrophysics       | 2008 |
| Icko Iben                 | Universidade de Illinois em Urbana-Champaign      | 1985 |
| Barbara Jacak             | State University of New York, Stony Brook         | 2009 |
| K. I. Kellermann          | National Radio Astronomy Observatory              | 1975 |
| Robert Kennicutt          | Universidade de Cambridge                         | 2006 |
| Ivan King                 | Universidade de Washington                        | 1982 |
| Robert Kirshner           | Harvard-Smithsonian Center for Astrophysics       | 1998 |
| Robert Kraft              | Universidade da Califórnia em Santa Cruz          | 1971 |
| Shrinivas Kulkarni        | Instituto de Tecnologia da Califórnia             | 2003 |
| Frank Low                 | Universidade do Arizona                           | 1974 |
| Donald Lynden-Bell        | Universidade de Cambridge                         | 1990 |
| Roger Lynds               | Kitt Peak National Observatory                    | 1974 |
| Geoffrey Marcy            | Universidade da Califórnia em Berkeley            | 2002 |
| Claire Max                | Universidade da Califórnia em Santa Cruz          | 2008 |
| Richard McCray            | Universidade do Colorado em Boulder               | 1989 |
| Christopher McKee         | Universidade da Califórnia em Berkeley            | 1992 |
| Dimitri Mihalas           | Laboratório Nacional de Los Alamos                | 1981 |
| James Moran               | Harvard-Smithsonian Center for Astrophysics       | 1998 |
| Guido Münch               | Instituto de Tecnologia da Califórnia             | 1967 |
| Jerry Nelson              | Universidade da Califórnia em Santa Cruz          | 1996 |
| Gerald Neugebauer         | Instituto de Tecnologia da Califórnia             | 1973 |
| Donald Edward Osterbrock  | Universidade da Califórnia em Santa Cruz          | 1966 |
| Jeremiah Paul Ostriker    | Universidade de Princeton                         | 1974 |
| Eugene Parker             | Universidade de Chicago                           | 1967 |
| James Peebles             | Universidade de Princeton                         | 1988 |
| Manuel Peimbert           | Universidade Nacional Autónoma de México          | 1987 |
| Arno Allan Penzias        | New Enterprise Associates                         | 1975 |
| George Preston            | Carnegie Institution for Science                  | 1977 |
| Venkatraman Radhakrishnan | Raman Research Institute                          | 1996 |
| Anthony Readhead          | Instituto de Tecnologia da Califórnia             | 1995 |
| Martin Rees               | Universidade de Cambridge                         | 1982 |
| Adam Riess                | Universidade Johns Hopkins                        | 2009 |
| Morton Roberts            | National Radio Astronomy Observatory              | 1983 |
| Luis Rodriguez            | Universidade Nacional Autónoma de México          | 2008 |
| Vera Rubin                | Carnegie Institution for Science                  | 1981 |
| Edwin Ernest Salpeter     | Universidade Cornell                              | 1967 |
| Wallace Sargent           | Instituto de Tecnologia da Califórnia             | 2005 |
| Paul L. Schechter         | Instituto de Tecnologia de Massachusetts          | 2003 |
| Brian Schmidt             | Universidade Nacional da Austrália                | 2008 |
| Maarten Schmidt           | Instituto de Tecnologia da Califórnia             | 1978 |
| Michael Seaton            | Universidade de Londres                           | 1986 |
| Irwin Shapiro             | Harvard-Smithsonian Center for Astrophysics       | 1974 |
| Frank Shu                 | National Tsing Hua University                     | 1987 |
| David Spergel             | Universidade de Princeton                         | 2007 |
| Hyron Spinrad             | Universidade da Califórnia em Berkeley            | 1988 |
| Charles Steidel           | Instituto de Tecnologia da Califórnia             | 2006 |
| Rashid Sunyaev            | Max Planck Institute for Astrophysics             | 1991 |
| Yasuo Tanaka              | Max Planck Institute for Extraterrestrial Physics | 1998 |
| Harvey Tananbaum          | Smithsonian Astrophysical Observatory             | 2005 |
| Joseph Hooton Taylor      | Universidade de Princeton                         | 1981 |
| Patrick Thaddeus          | Harvard-Smithsonian Center for Astrophysics       | 1987 |
| Alan Title                | Lockheed Martin Corporation                       | 2004 |
| Alar Toomre               | Instituto de Tecnologia de Massachusetts          | 1983 |
| Scott Tremaine            | Universidade de Princeton                         | 2002 |
| J. Anthony Tyson          | University of California, Davis                   | 1997 |
| Ewine van Dishoeck        | Universidade de Leiden                            | 2001 |
| William J. Welch          | Universidade da Califórnia em Berkeley            | 1999 |
| Ray Weymann               | Carnegie Institution for Science                  | 1984 |
| Simon White               | Max Planck Institute for Astrophysics             | 2007 |
| Robert Wilson             | Harvard-Smithsonian Center for Astrophysics       | 1979 |